# Зимодри
Зимодри (біл. вёска Зімодры) — село в складі Вілейського району Мінської області, Білорусь. Село підпорядковане Куранецькій сільській раді, розташоване в північній частині області.